# مدونة النقوش اللاتينية
مدونة النقوش اللاتينية (Corpus Inscriptionum Latinarum ، اختصار: CIL) هو مصدر جامع للنقوش اللاتينية في الفترة الكلاسيكية القديمة.
شرع في جمع هذه النقوش سنة ١٨٦٣ م، من لدن العالم تيودور مومسون وغيره، في برلين، وما زالت تصدر مجلداته تباعا الى اليوم.